# ボトル二本とチョコレート
「ボトル二本とチョコレート」（ボトルにほんとチョコレート）は、BEGINの22枚目のシングル。2002年2月27日発売。発売元はインペリアルレコード。

## トラック
1. ボトル二本とチョコレート（4:31）
  - 作詞・作曲：BEGIN
  - 編曲：BEGIN・梅口敦史・大浜浩一
2. 悲しきマングース（3:49）
  - 作詞：前史郎
  - 作曲：中村和
  - 編曲：BEGIN
3. 平助オジー（2:42）
  - 作詞：山口恒治
  - 作曲：玉村ヒロ
  - 編曲：BEGIN